# Agroelymus turneri
Agroelymus turneri är en gräsart som beskrevs av Ernest Lepage. Agroelymus turneri ingår i släktet Agroelymus och familjen gräs. Inga underarter finns listade i Catalogue of Life.